# Inga Schmidt (Richterin)
Inga Schmidt (geboren 19. April 1928; gestorben 2001) war eine deutsche Juristin. Sie war von 1975 bis 1992 Richterin am Bundesverwaltungsgericht in Berlin.

## Beruflicher Werdegang
Am 4. Dezember 1975 wurde sie zur Richterin am Bundesverwaltungsgericht ernannt und übte ihr Amt bis zum 30. April 1992 aus.